# Françoise Gadet
Françoise Gadet est une sociolinguiste française, née en 1947. Elle est professeure émérite de sociolinguistique à l'université Paris-Nanterre, chercheuse au sein du laboratoire Modèles, Dynamiques, Corpus (MoDyCo, UMR 7114).

## Biographie
Françoise Gadet étudie d'abord les lettres modernes, puis s’oriente vers la linguistique, avant d'obtenir un doctorat en sciences du langage. Elle devient ensuite enseignante-chercheuse à l'université Paris-Nanterre. Sa première publication universitaire date de 1971. En 1980, elle rencontre le sociologue Bernard Conein, qui deviendra son mari.
En mai 2025, elle reçoit un doctorat Honoris Causa de l’Université de Moncton (N-B, Canada).

## Travaux
Après de premiers travaux de grammaire liés au cadre structuraliste, elle publie un premier ouvrage collectif, Les maîtres de la langue, en 1979. En 1981, elle écrit, avec Michel Pêcheux, La langue introuvable. En 1986, elle participe au collectif La grammaire d'aujourd'hui: guide alphabétique de linguistique française. Son premier livre comme autrice unique paraît en 1987 : consacré à Ferdinand de Saussure, il est destiné à éviter les "contresens interprétatifs" du Cours de linguistique générale. Françoise Gadet s'oriente vers la sociolinguistique en travaillant sur le français ordinaire en 1989, le français populaire en 1992, et la variation sociale du français en 2003.
En tant que sociolinguiste, ses travaux portent principalement sur les variations de la langue française : français ordinaires parlés en France et au-delà, syntaxe du français parlé ordinaire, variations inter-individuelles et les effets sur le français de ses contacts avec les langues en co-présence, partout dans le monde. Elle s'intéresse particulièrement aux variations diaphasiques (variation selon les genres, situations, styles),. Cela la conduit à dénoncer les défauts de la notion de « niveaux de langue » qu'elle juge à la fois inapplicable et « nocive » sur le plan pédagogique.
Ses travaux sont notamment marqués par la remise en question de la frontière entre les études de sociolinguistique et d'analyse du discours. Françoise Gadet interroge le principe d'équivalence sémantique : elle constate que les variations linguistiques sont souvent vues comme apportant « une information d'ordre esthétique ou social [...] et non comme cruciale dans la construction du sens », ce qu'elle remet en question : « si on le dit autrement, est-ce que l’on dit la même chose ? » La pertinence catégorisations socio-démographiques pour l'analyse des faits linguistiques est également remise en question, en particulier en regard de la variation sociale du français. Ces questionnements sont notamment illustrés par les ouvrages La variation sociale en français et Les parlers jeunes dans l'Ile-de-France multiculturelle.
Elle co-dirige, avec André Thibault, la collection Linguistique variationnelle de la maison d'édition Classiques Garnier, où elle a publié en 2018 l’ouvrage qu’elle a dirigé, Les métropoles francophones européennes en temps de globalisation. Cette collection « accueille des contributions consacrées à l’étude sociolinguistique de la variation diasystémique du français dans l’espace francophone ».
En 2023, elle co-fonde le Collectif des Linguistes atterrées et co-signe un Tract chez Gallimard Le français va très bien, merci. Elle devient membre fondatrice de l'association Tract des Linguistes.

### Corpus

#### Réflexion sur les données écologiques
Françoise Gadet est notamment connue pour ses travaux sur la constitution et l'exploitation de corpus, et ses réflexions sur la collecte de données dites « écologiques ».
Complémentaires aux données recueillies au travers d'entretiens, les données écologiques peuvent être définies comme « des enregistrements de la parole située dans son contexte social ordinaire et routinier, sans qu’elle soit élicitée ou orchestrée par le chercheur ».
Françoise Gadet précise que les corpus constitués de cette manière ont « l’avantage de présenter certains phénomènes ordinaires ou vernaculaires qui n’apparaissent pas ou peu dans un entretien, d’autant moins que la distance sociale entre enquêteur et enquêté est plus grande ».
Françoise Gadet est intervenue dans la constitution de trois corpus majeurs utilisant des données écologiques : CIEL-F, FRAN et MPF. Elle contribue actuellement à la collecte d'un nouveau corpus, dans le cadre du projet Observatoire des Pratiques Langagières Actuelles – OPLA.

#### Corpus CIEL-F
À partir de 2006, elle pilote le projet CIEL-F (Corpus international écologique de la langue française), aux côtés de quatre autres professeurs : Lorenza Mondada (Lyon-2), Stefan Pfänder (Freiburg), Ralph Ludwig (Halle) et Anne-Catherine Simon (Louvain-la-Neuve).
Ce projet, co-financé par l’ANR en France et la DFG en Allemagne, constitue le premier corpus écologique du français langue mondiale. L'objectif de ce projet est de « permettre d’accéder à des données du français enregistrées dans des conditions écologiques dans différentes aires communicatives ».
Ce corpus est constitué d’environ 200 enregistrements de 10 minutes, collectés entre 2006 et 2012 dans 18 zones à travers le monde : Algérie, Antilles françaises, Belgique, Burkina Faso, Cameroun, Canada, Congo, Côte d’Ivoire, Égypte, France, Guyane française, La Réunion, Inde, Liban, Île Maurice, Sénégal, Suisse, Togo.
Françoise Gadet y est responsable des aires Acadie (Moncton, Clare, Lamèque), Cameroun (Douala, Yaoundé) avec Stefan Pfänder, Côte d'Ivoire (Abidjan), France (Paris, Lyon, Rouen, Faulquemont) avec Lorenza Mondada, Québec (ville de Québec).

#### Corpus MPF
Elle est directrice du comité scientifique et porteuse du projet MPF (Multicultural Paris French), financé par l'ANR, et l’ESRC britannique.
L'objectif de ce projet est de constituer un corpus auprès de populations jeunes connaissant des contacts multiculturels réguliers, afin d'observer l'influence de la présence de population immigrée sur la langue française en région parisienne. Les interrogations de Françoise Gadet sur le rapport que les chercheurs entretiennent avec les données, la langue parlée et la variation l'encouragent à baser le recueil sur la proximité communicative : aucun enregistrement n’a été fait avec des inconnus (liens de réseau, histoire conversationnelle antérieure).
Ce corpus est constitué de 106 enregistrements, de durées entre 6 et 153 min, auprès de 187 locuteurs provenant de 28 communes d'Ile-de-France et 4 arrondissements de Paris.
En mars 2023, le corpus a fait l’objet de 97 publications[réf. nécessaire].

#### Corpus FRAN
Ce corpus est l’objectif du GTRC « Le français en Amérique du Nord), dirigé par France Martineau (Université d’Ottawa). Il documente les différentes localisations de français parlés en Amérique du Nord, comparé aux français de France et de divers points de la francophonie.

## Hommages
Un ouvrage est dédié à ses travaux :
- La variation en question(s) : Hommages à Françoise Gadet, Henry Tyne, Mireille Bilger, Paul Cappeau, Emmanuelle Guerin, éd. Peter Lang, 2017  (ISBN 9782807602946)

## Publications
- La Langue introuvable (avec Michel Pêcheux), éd. La Découverte, 1981  (ISBN 2-348-00877-7)
- La grammaire d'aujourd'hui : guide alphabétique de linguistique française (avec Michel Arrivé et Michel Galmiche), éd. Flammarion, 1986  (ISBN 2-08-124267-2)
- Le français ordinaire, éd. Armand Colin, 1989  (ISBN 2-200-31253-9) et Le français ordinaire : 2e édition, éd. Armand Colin, 1998  (ISBN 2-200-01615-8)
- Saussure, une science de la langue, éd. PUF, 1987  (ISBN 2-13-042904-1)
- Le français populaire, éd. PUF, 1992  (ISBN 978-2-13-044430-5)
- L'oral pour apprendre (avec Catherine Le Cunff) dans Repères No 17/1997, éd. INRP, 1998  (ISBN 2-7342-0611-0)
- Analyse linguistique et approches de l'oral: recueil d'études offert en hommage à Claire Blanche-Benveniste, Peeters, coll. « Orbis. Supplementa », 1998 (ISBN 978-90-6831-998-9 et 978-2-87723-368-2)
- La variation sociale en français, éd. Ophrys, 2003  (ISBN 2-7080-1048-4), La variation sociale en français : édition revue et augmentée, éd. Ophrys, 2007  (ISBN 978-2-7080-1154-0), et La variation sociale en français : nouvelle édition actualisée, éd. Ophrys, 2024  (ISBN 978-2-7080-1691-0)
- Le "scandale" du bilinguisme - Langues en contact et plurilinguismes (avec Gabrielle Varro) dans Langage & société No 116, juin 2006, éd. Maisons des Sciences de l'Homme, 2006  (ISBN 2-7351-1097-4)
- Les accents dans la francophonie - Une enquête internationale (avec Marie-Louise Moreau, Pierre Bouchard, Stéphanie Demartin) dans Français & Société no 16, éd. EME Editions, 2008  (ISBN 978-2-930481-41-8)
- Sociolinguistic variation in contemporary French, John Benjamins Publishing Company, coll. « Impact », 2009 (ISBN 978-90-272-1865-0 et 978-90-272-8899-8)
- Construction des connaissances sociolinguistiques - Du terrain au positionnement théorique dans Cahiers de linguistique No 38/2, 2012, éd. Eme Modulaires, 2012,  (ISBN 978-2-8066-0137-7)
- Construction des connaissances sociolinguistiques - Variation et contexte social dans Cahiers de linguistique No 38/2, 2012, éd. Eme Modulaires, 2012  (ISBN 978-2-8066-0133-9)
- Le français au contact d'autres langues (avec Ralph Ludwig), éd. Ophrys, 2014  (ISBN 978-2-7080-1362-9)
- Parlers ordinaires, parlers jeunes - Terrains, données, théorisations (avec Emmanuelle Guérin) dans Langage & société No 154, 4e trimestre 2015, éd. Maison des Sciences de l'Homme, 2015  (ISBN 978-2-7351-2069-7)
- Les parlers jeunes dans l'Ile-de-France multiculturelle, éd. Ophrys, 2017  (ISBN 978-2-7080-1491-6)
- Les métropoles francophones européennes, en temps de globalisation, éd. Classiques Garnier, coll. « Linguistique variationnelle », 2018  (ISBN 978-2-406-08516-4)
- Francophonies nord-américaines - Langues, frontières et idéologies (avec France Martineau, Annette Boudreau, Yves Frenette), éd. Presses Université Laval, 2019  (ISBN 978-2-7637-3909-0)
- Réflexions théoriques et méthodologiques autour de données variationnelles (avec Annie Bertin, Sabine Lehmann, Anaïs Moreno Kerdreux), éd. Université de Savoie, 2021 ISBN  (ISBN 978-2-37741-058-3)
- Le français va très bien, merci (avec 18 autres linguistes qui signent Les Linguistes atterrées), 2023, collection Tracts.Gallimard

## Thèses dirigées
Sandrine Wachs, 1998, Le relâchement de la prononciation en français parlé en Ile de France: analyses linguistique et sociolinguistique par générations
Bruno Martinie, 1998, Etude syntaxique des énoncés réparés en français parlé
Annette Boudreau, 1998, Représentations et attitudes linguistiques des jeunes francophones de l'Acadie du Nouveau-Brunswick
Françoise Mougeon, 1999, Les francophones et leurs styles: variation stylistique dans le français parle de trois locuteurs du Québec, de l'Ontario et de France
Kate Beeching, 2001, The speech of men and women in contemporary French: the function of parenthetical remarks and the pragmatic particles c'est-à-dire, enfin, hein and quoi
Fabrice Jejcic, 2002, Aménagements de la norme, variation et permanence dans l'écriture de variétés de français
Cécile B. Vigouroux, 2003, Réflexion méthodologique autour de la construction d'un objet de recherche: la dynamique identitaire chez les migrants africain francophones au Cap (Afrique du Sud)
Tae-Rin Cho, 2005, Réflexions théoriques sur la formation des relations entre langue et nation: généralités et particularités de la France et de la Corée
Henry Tyne 2005, La maîtrise du style en français langue seconde
Nathalie Guézennec, 2005, Mémoire et transmission de la tradition orale en Basse-Bretagne : approches ethno et sociolinguistiques de la littérature orale, de la mémoire, de l'oral et de l'écrit
Emmanuelle Guerin, 2006, Introduction de la notion de variation situatiolectale dans la grammaire scolaire par la caractérisation de deux opérateurs pragmatiques: on et ça
Émilie Bellanger, 2007, La continuité stylistique et thématique des articles parus sur le Tour de France dans l’Auto et l’Équipe : perspective diachronique: 1903-2006
Jamila Sebbar, 2008, Dynamique linguistique et rapports à l'apprentissage du français par des adultes maghrébiens en milieu migratoire
Nicoletta Michelis, 2008, Essai de caractérisation de la compétence sociolinguistique en situation de communication franco-italienne
Sahar Benslimane, 2009, Comportements, attitudes et pratiques langagières des jeunes issus de l'immigration marocaine à Nanterre
Jean-David Bellonie, 2009, Ce que la didactique du français langue maternelle en Martinique peut tirer d'une étude sociolinguistique
Françoise Favart, 2009, La représentation de '' l'oralité populaire''dans quelques romans du second XXème siècle (1966-2006)
Wajih Guehria, 2009, Fluctuations des représentations linguistiques en fonction de l'espace /temps du discours de référence : cas d'étudiants algériens de la ville de Souk-Ahras
Anna Valerievna Makerova, 2011, Vers une pragmatique de la pratique langagière de jeunes à Montreuil et à Tcheliabinsk : l’exemple de textes de chansons de rap
Julie Peuvergne, 2011, De l'enquête ethnographique à l'analyse linguistique: l'exemple du discours rapporté au Cameroun
Maria Rosaria Compagnone, 2011, Verba volant, scripta etiam (Les mots volent et les choses écrites aussi): Communication «d’écran à écran»: un écrit qui essaie de se rapprocher de l’oral
Mokhtar Farhat, 2011, Analyse du verbal, du paraverbal et du non-verbal dans l’interaction humoristique à travers l’étude de trois one-man-shows d'humoristes francophones d’origine maghrébine: Fellag, Gad El Maleh et Jamel Debbouze
Danielle Josèphe, 2011, Le texte littéraire autobiographique francophone : un outil de la construction de la compétence culturelle et interculturelle de l’apprenant de français langue étrangère
Diana Balaci, 2011, Nouvelles technologies : sources d’une nouvelle variété discursive?
Javid Fereidoni, 2012, Les sociétés plurilingues : un regard sous l'angle de l'''analyse de domaine''
Elisa Verrecchia, 2012, Français et italien, langues de l'immigration sénégalaise à Brescia ( Italie) : enquête sociolinguistique
Anne-Marie Bezzina, 2013, La variation stylistique en maltais : étude des usages concrets de la langue appuyée sur une approche contrastive des phénomènes variationnels en maltais et en français
Roberto Paternostro, 2014, L' intonation des jeunes en région parisienne : aspects phonétiques et sociolinguistiques, implications didactiques
Anaïs Moreno, 2016, Le discours rapporté dans les interactions : l'effet de la proximité et des communautés de pratique sur sa construction à l'oral et à l'écrit
Nacer Kaci, 2017, Les mots dans les parlers jeunes en région parisienne : analyses lexicale et sociolinguistique
Maelenn Le Roux, 2020, Du français à l’anglais : cheminements de l’assimilation linguistique des Créoles blancs de Louisiane : quatre familles de 1830 à 1890

## Comités de revue
Françoise Gadet est, ou a été, membre des comités de rédaction des revues suivantes:
- Arena romanistica
- Cahier de linguistique
- Journal of French Language Studies
- Journal of Language Contact
- Faits de Langue
- Glottopol
- Langage & Société
- Le Français Aujourd’hui
- Le Français en Afrique
- Lidil
- LINX
- Marges linguistiques
- Revue Française de Linguistique Appliquée

### Interventions médias, podcasts, vidéos
- Françoise Gadet, émission Danse des mots, radio RFI, 2010
- Le français au contact d’autres langues, podcast Tire ta langue, France Culture, 2015
- Françoise Gadet : Les parlers jeunes en Ile de France, TV5Monde, 2017
- Les jeunes parlent-iels mal ?, podcast Parler comme Jamais, 2020
- En pratique | Comment ça parle un·e jeune ?, podcast Parler comme Jamais, 2020
- Ce que les jeunes font à la langue, TEDxParisNanterre, 2021
- Le français va très bien, merci, Radio Fréquence Protestante, 2023
- Une linguiste déboulonne des mythes sur la langue française, Radio Canada, L'heure de pointe, Acadie, 2023